# Tweede Kamerverkiezingen 1881
De Tweede Kamerverkiezingen 1881 waren periodieke Nederlandse verkiezingen voor de Tweede Kamer der Staten-Generaal. Zij vonden plaats op 14 juni 1881.
Nederland was verdeeld in 43 kiesdistricten, waarin 86 leden van de Tweede Kamer gekozen werden. Een kiezer bracht evenveel stemmen uit als er afgevaardigden in zijn kiesdistrict gekozen werden. Om gekozen te worden moest een kandidaat minimaal de districtskiesdrempel behalen.
De verkiezingen werden gehouden vanwege het aftreden van 43 leden van de Tweede Kamer van wie de zittingstermijn afliep op 18 september 1881. In twee kiesdistricten was een tweede verkiezingsronde benodigd tussen de twee hoogstgeplaatste (niet-direct gekozen) kandidaten uit de eerste ronde vanwege het niet-behalen van de districtskiesdrempel. Deze tweede ronde vond plaats op 28 juni 1881.

## Uitslag

### Opkomst
|                  | 1879    | 1879      | 1881    | 1881  |
| # stemmen        | %       | # stemmen | %       |       |
| ---------------- | ------- | --------- | ------- | ----- |
| Kiesgerechtigden | 115.120 |           | 116.277 |       |
| Niet opgekomen   | 48.907  | 42,48     | 48.654  | 41,84 |
| Opkomst          | 66.213  | 57,52     | 67.623  | 58,16 |

### Verkiezingsuitslag naar groepering
| Partij/groepering          | Zetels | Zetels | Zetels | Zetels | Zetels | Zetels |
| Partij/groepering          | 1879   | Af     | Bij    | 1881   | +/−    |        |
| -------------------------- | ------ | ------ | ------ | ------ | ------ | ------ |
| liberalen                  | 39     | 22     | 19     | 36     | −3     |        |
| Anti-Revolutionaire Partij | 12     | 4      | 7      | 15     | +3     |        |
| bahlmannianen              | 15/14  | 7      | 7      | 14     | 0      |        |
| kappeynianen               | 12     | 7      | 7      | 12     | 0      |        |
| conservatieven             | 5      | 2      | 2      | 5      | 0      |        |
| schaepmannianen            | 2/3    | 1      | 1      | 3      | 0      |        |
| conservatief-liberalen     | 1      | 0      | 0      | 1      | 0      |        |
| totaal                     | 86     | 43     | 43     | 86     | 0      |        |

### Gekozen leden
Bij deze verkiezingen werden 38 leden herkozen. De stemmingen voor de overige vijf vacatures hadden de volgende resultaten:
- in het kiesdistrict Amsterdam versloegen Hendrikus Wichers (58,2%, kappeynianen) en Herman Kist (54,4%, liberalen) het aftredende lid Jan Rutgers van Rozenburg (8,9%, kappeynianen); Willem Froger (liberalen), een tweede aftredend lid in dit district, had aangegeven niet herkiesbaar te zijn;

- in het kiesdistrict Delft versloeg Jan Fabius (65,5%, ARP) het aftredende lid Adriaan Schagen van Leeuwen (34,1%, liberalen);

- in het kiesdistrict Goes versloeg Jozef Pompe van Meerdervoort (69,0%, ARP) het aftredende lid Jan Bredius (29,9%, liberalen);

- in het kiesdistrict Zwolle versloeg Titus van Asch van Wijck (52,2%, ARP) het aftredende lid Johannes Sandberg (47,5%, liberalen).

De zittingsperiode van de Tweede Kamer ging in op 19 september 1881. De zittingstermijn van Tweede Kamerleden bedroeg vier jaar.